# Nemesnádudvar
Nemesnádudvar(Tedesco: Nadwar, Croato: Dudvar and Nadvar  è un comune dell'Ungheria di 2 064 abitanti (dati 2005). È situato nella contea di Bács-Kiskun.

## Storia
Abitato da Croati fino al 1724 quando l'Arcivescovo Csáky portò abitanti di etnia tedesca al punto che nel 1834 la lingua parlata nel comune era il tedesco.
Il nome del comune cambiò diverse volte, Nád-Udvar, Nádudvar, e dal 1901, Nemesnádudvar. Significa letteralmente "Corte del giunco gentile"